# Burträsket, Västerbotten
Burträsket är en sjö i Skellefteå kommun i Västerbotten och ingår i Bureälvens huvudavrinningsområde. Sjön har en area på 12,9 kvadratkilometer och ligger 80 meter över havet. Sjön genomrinns av Bureälven och vid sjön ligger samhället Burträsk. Vid provfiske har bland annat abborre, braxen, gers och gös fångats i sjön.
Denna sjö är känd för sitt fina gösfiske och dess storvuxna gädda. Bureälven har sitt inlopp vid Burträsk och frånlopp vid Bodbysund.

## Delavrinningsområde
Burträsket ingår i delavrinningsområde (716514-173503) som SMHI kallar för Utloppet av Burträsket. Medelhöjden är 99 meter över havet och ytan är 40,62 kvadratkilometer. Räknas de 45 avrinningsområdena uppströms in blir den ackumulerade arean 444,94 kvadratkilometer. Avrinningsområdets utflöde Bureälven mynnar i havet. Avrinningsområdet består mestadels av skog (47 procent). Avrinningsområdet har 13,07 kvadratkilometer vattenytor vilket ger det en sjöprocent på 32,2 procent. Bebyggelsen i området täcker en yta av 0,83 kvadratkilometer eller 2 procent av avrinningsområdet.

## Fisk
Vid provfiske har följande fisk fångats i sjön:
- Abborre
- Braxen
- Gärs
- Gös
- Löja
- Mört
- Nors
- Siklöja